# Bdeogale crassicauda
Bdeogale crassicauda is een zoogdier uit de familie van de mangoesten (Herpestidae). De wetenschappelijke naam van de soort werd voor het eerst geldig gepubliceerd door Peters in 1852.

## Kenmerken
Deze dieren staan hoog op hun poten en vertonen gelijkenis met een hond. Men noemt ze derhalve ook wel hondmangoesten. Ze hebben een grijsachtige vacht in diverse kleurslagen. De lichaamslengte varieert van 45 tot 48 cm en de staartlengte van 30 tot 34 cm.

## Leefwijze
Het voedsel van deze bodembewonende dieren bestaat uit zowel kleine gewervelde als ongewervelde dieren, waaronder ook vogels. Ze kunnen echter ook vrij goed klimmen.

## Verspreiding en leefgebied
De soort komt voor in Kenia, Malawi, Centraal Mozambique, Tanzania (incl. Zanzibar), zuidelijk en oostelijk Zambia en noordoost Zimbabwe.

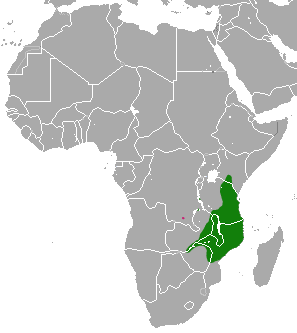
Verspreidingsgebied